# British Home Championship 1906
De British Home Championship van 1906 was de 23e editie van de British Home Championship. Het toernooi werd gehouden van 17 februari tot en met 7 april 1906. Engeland en Schotland werden kampioen.

## Eindstand
| Team      | Gsp | W | G | V | DV | DT | DS | Ptn |
| --------- | --- | - | - | - | -- | -- | -- | --- |
| Engeland  | 3   | 2 | 0 | 1 | 7  | 2  | +5 | 4   |
| Schotland | 3   | 2 | 0 | 1 | 3  | 3  | 0  | 4   |
| Wales     | 3   | 1 | 1 | 1 | 6  | 5  | +1 | 3   |
| Ierland   | 3   | 0 | 1 | 2 | 4  | 10 | –6 | 1   |

## Wedstrijden
|                                                          |         |                                                                       |          |                                                                            |
| 17 februari 1906 «onderlinge duels» 15:30 uur (UTC–0:25) | Ierland | 0 – 5                                                                 | Engeland | Solitude, Belfast Toeschouwers: 14.063 Scheidsrechter: Tom Robertson (SCO) |
| 17 februari 1906 «onderlinge duels» 15:30 uur (UTC–0:25) |         | 26', 89' Dicky Bond 32' Arthur Brown 56' Stanley Harris 70' Sammy Day |          | Solitude, Belfast Toeschouwers: 14.063 Scheidsrechter: Tom Robertson (SCO) |

|                                                 |           |                              |       |                                                                                  |
| 3 maart 1906 «onderlinge duels» 15:30 uur (UTC) | Schotland | 0 – 2                        | Wales | Tynecastle Park, Edinburgh Toeschouwers: 25.000 Scheidsrechter: John Lewis (ENG) |
| 3 maart 1906 «onderlinge duels» 15:30 uur (UTC) |           | 50' Lot Jones 65' John Jones |       | Tynecastle Park, Edinburgh Toeschouwers: 25.000 Scheidsrechter: John Lewis (ENG) |

|                                                       |         |                    |           |                                                                           |
| 17 maart 1906 «onderlinge duels» 15:30 uur (UTC–0:25) | Ierland | 0 – 1              | Schotland | Dalymount Park, Dublin Toeschouwers: 8.000 Scheidsrechter: Fred Bye (ENG) |
| 17 maart 1906 «onderlinge duels» 15:30 uur (UTC–0:25) |         | 52' Thomas Fitchie |           | Dalymount Park, Dublin Toeschouwers: 8.000 Scheidsrechter: Fred Bye (ENG) |

|                                                  |       |               |          |                                                                                     |
| 19 maart 1906 «onderlinge duels» 16:00 uur (UTC) | Wales | 0 – 1         | Engeland | Cardiff Arms Park, Cardiff Toeschouwers: 15.000 Scheidsrechter: Robert Murray (SCO) |
| 19 maart 1906 «onderlinge duels» 16:00 uur (UTC) |       | 86' Sammy Day |          | Cardiff Arms Park, Cardiff Toeschouwers: 15.000 Scheidsrechter: Robert Murray (SCO) |

|                                                 |                                                 |       |                                              |                                                                                  |
| 2 april 1906 «onderlinge duels» 15:30 uur (UTC) | Wales                                           | 4 – 4 | Ierland                                      | Racecourse Ground, Wrexham Toeschouwers: 5.000 Scheidsrechter: Tom Kirkham (ENG) |
| 2 april 1906 «onderlinge duels» 15:30 uur (UTC) | Arthur Green 13', 20', 28' Hugh Morgan-Owen 55' |       | 10', 25', 74' Harold Sloan 72' Jimmy Maxwell | Racecourse Ground, Wrexham Toeschouwers: 5.000 Scheidsrechter: Tom Kirkham (ENG) |

|                                                 |                      |       |                     |                                                                                     |
| 7 april 1906 «onderlinge duels» 15:30 uur (UTC) | Schotland            | 2 – 1 | Engeland            | Hampden Park, Glasgow Toeschouwers: 102.741 Scheidsrechter: William Nunnerley (WAL) |
| 7 april 1906 «onderlinge duels» 15:30 uur (UTC) | Jimmy Howie 40', 55' |       | 81' Albert Shepherd | Hampden Park, Glasgow Toeschouwers: 102.741 Scheidsrechter: William Nunnerley (WAL) |